# Джуро Відмарович
Джу́ро Відмаро́вич (хорв. Đuro Vidmarović ; *1 квітня 1947, с. Піленіце, округ Липовляни,  Хорватія) — хорватський дипломат, перекладач і громадський діяч.

## Життєпис
Закінчив Заґребський університет (1970). Вчителював, вивчав історію та літературу хорватських національних меншин у сусідніх країнах. 1990—1995 — народний депутат у Саборі (парламенті) Республіки Хорватії, член Виконавчої ради Хорватського демократичного союзу (ХДС), голова Заґребської міської ради ХДС і заступник голови ХДС (1992—1994). У 1995—1999 — Надзвичайний та Повноважний Посол Республіки Хорватія в Україні. Від 2002 року — на пенсії. 
Виступав в Україні з лекціями про хорватську історію, літературу, культуру. Переклав хорватською мовою уривки з житій православних святих, а також зі студій О. Стрижака й О. Корчинського, тематика яких стосується білих хорватів. Спільно з І. Швачком переклав книгу І. Дзюби «Кавказ» («Nova Istra», 2003, № 1), з О. Зарічною — твори Є. Гуцала, О. Гончара, Д. Павличка, І. Драча, Л. Талалая, Л. Голоти, М. Вінграновського, В. Сосюри, Б. Антоненка-Давидовича, Я. Ороса, І. Лучука та ін. 
Подарував міській бібліотеці Заґреба близько 500 українських книг, організував кілька виставок українських художників у Хорватії. Автор розвідок «Čije je “Slovo o plku Igoreve”?» (“Marulik”, 2001, № 2) та «Čiji su Kazimir Malevič i David Burljuk?» («Književna Rijeka», 2002, № 3).

## Джерело
- О. І. Дзюба-Погребняк Енциклопедія сучасної України. — Т. 4. — Київ, 2005., стор. 496